# Ga La Hai
Ga La Hai là một nhà ga xe lửa tại thị trấn La Hai, huyện Đồng Xuân, tỉnh Phú Yên. Nhà ga là một điểm trên tuyến đường sắt Bắc Nam tiếp nối sau ga Phước Lãnh và trước ga Chí Thạnh.
Ga La Hai cách ga Diêu Trì gần 59 km về phía bắc và cách ga Tuy Hoà 43 km về phía nam. Lý trình ga: Km 1154 + 370.